# ティトゥス (ロケット)
ティトゥス（Titus）はフランスの観測ロケット。アルゼンチンにおける1966年11月12日の日食を観測するために開発され、日食中に2回使用された。

## 性能
- ペイロード：400 kg
- 高度：250 km
- 推力：170.000 kN（離陸時）
- 重量：3,400 kg
- 直径：0.56 m
- 全長：11.60 m